# Динамон
Динамон — найпростіша вибухова речовина, яка являє собою механічну суміш тонкодисперсної аміачної селітри і невибухових горючих добавок у вигляді торфу, деревного борошна, парафіну, сажі, гасу, деревного вугілля та ін. твердих і рідких вуглеводневих речовин.
Детонаційна здатність динамону суттєво залежить від розмірів подрібнених складових. Розміри частинок складових компонентів мають підібрані так, щоб вони мали однакову швидкість розкладання. На співвідношення розмірів частинок також впливає процентний склад суміші.
| Властивість               | Динамон 1                                 | Динамон Т                           | Динамон СШ                                                        | Динамон ДМ                                     |
| ------------------------- | ----------------------------------------- | ----------------------------------- | ----------------------------------------------------------------- | ---------------------------------------------- |
| Склад                     | Аміачна селітра - 88%, буре вугілля - 12% | Аміачна селітра - 88 %, торф - 12 % | Аміачна селітра – 88 %, борошно – 3 %, мука соснових шишок – 15 % | Аміачна селітра – 85 %, деревне борошно – 15 % |
| Густина, г/см³            | 1 – 1,1                                   | 1 – 1,1                             | 1 – 1,1                                                           | 1 – 1,1                                        |
| Швидкість детонації, м/с  |                                           | 2900 – 3500                         | 4200 – 4400                                                       | 2800                                           |
| Бризантність за Гесом, мм |                                           | 13 – 16                             | 16 – 17                                                           | 10 – 13                                        |
| Працездатність, мм        |                                           | 320                                 | 340                                                               | 320                                            |
| Теплота вибуху, ккал/кг   |                                           | 933                                 | 939                                                               | 937                                            |